# Fejérváry Miklós (földbirtokos)
Fejérváry Miklós (Névváltozat: Nicholas Fejervary; Pest, 1811. május 27. – Davenport, Iowa, 1895. szeptember 19.) nemesi származású földbirtokos, jogász, politikus, üzletember, közéleti ember.

## Életútja
Fejérváry József és született Dvornikovich de Liptó-Tepla házasságából született Miklós. Születése után néhány nappal édesanyja meghalt. A Pesten  politizáló apától a hont vármegyei nagyszülők, Rajner Pál és felesége, Johanna vették magukhoz az unokát, s nevelték őt 15 éves koráig. A 15 éves fiú visszatért atyjához, aki ekkor Pozsonyban képviselte Pest Vármegyét, Miklós itt Pozsonyban, majd Pesten folytatott jogi tanulmányokat. Közben atyja 1829-ben elhunyt.
1830-tól Uzovich János alispánnál jogi gyakorlatot folytatott, 1831-ben jogászként működött a királyi táblabíróságon, 1832-ben ügyvédi vizsgát tett. Kiváló nyelvérzéke volt, sokat olvasott, igen művelt ifjú vált belőle. 1834-ben a müncheni Bajor Királyi Könyvtárban kutatott, s rátalált itt egyik értékes magyar nyelvemlékünkre, a Müncheni-kódex-re.
Utazásaiból hazatérve Hont vármegyében, Lontón telepedett meg, s a reformkori nemzedék egyik jeles képviselője lett. Kezdeményezte az ipolysági kaszinó, a honti gazdasági egyesület, a honti történelmi és népnevelési társulat megalapítását. Gyürky Medárddal megalapította 1838-ban a Honti Régészeti Társulatot, amely működésbe lendült és értékes leleteket szolgáltatott a Magyar Nemzeti Múzeumnak. 1843-ban a pozsonyi országgyűlésen mint Hont vármegye küldötte vett részt, s a liberális párthoz csatlakozott. A bécsi udvart kiszolgáló megyei adminisztrátorokkal nem tudott jó kapcsolatot ápolni, Fejérváry szabadság- és függetlenség-párti politikus volt éppen úgy, mint Kossuth Lajos. 1848-ban kormánybiztos volt. Az 1848–49-es forradalom és szabadságharc bukása után vagyonát pénzzé tette, s Nyugat-Európában telepedett meg, legtovább Brüsszelben, Brüsszelben ismerkedett meg báró Jósika Miklós 48-as politikai száműzöttel és íróval, a magyar romantikus regény megteremtőjével, s életre szóló barátságot kötöttek. Brüsszelből is tovább ment, s családjával együtt 1852-ben kitelepült Amerikába. Davenport (Iowa) lett a családfő döntése nyomán a család végleges otthona. Föld adás-vétellel, s házingatlanok építtetésével és eladásával foglalkozott, becsületes és sikeres üzletember volt. Jövedelméből sokat áldozott közösségi célokra, általa is fejlődött Davenport. Vagyonának tekintélyes részét a városra hagyta. Halála után a városban parkot, egészségügyi központot is neveztek el róla.
Az oakdalei temető kriptájában helyezték örök nyugalomra az amerikai polgárháborúban elhunyt fia és 1870-ben elhunyt felesége mellé. Végakarata szerint magyar díszruhájában temették el, amelyet még otthonról hozott magával, s amelyet Amerikában egyszer sem öltött fel. A davenporti St. Mary templomban ravatalozták fel, virágkoszorúk egész halmaza borította ravatalát, legszebb volt a davenporti üzletemberek koszorúja piros-fehér-zöld szalaggal.

## Családja
1845. július 19-én Pesten házasságot kötött a Mezőberényen született horgosi és szentpéteri Kárász Karolinával (1810 – 1890). A házaspár egyetlen fia, ifj. Fejérváry Miklós életét vesztette az amerikai polgárháborúban. Leányuk, Fejérváry Celesztina szülei halála után 1900 körül visszament Mezőberénybe, az első világháború alatt 80 ágyas katonai kórházat létesített saját költségén, itt halt meg Mezőberényben 1937. november 4-én, 89 éves korában.